# Großsteingräber bei Bornsen (Jübar)
Die Großsteingräber bei Bornsen sind eine Gruppe von ursprünglich fünf megalithischen Grabanlagen der jungsteinzeitlichen Tiefstichkeramikkultur bei Bornsen, einem Ortsteil von Jübar im Altmarkkreis Salzwedel, Sachsen-Anhalt. Von diesen existieren heute nur noch zwei. Die restlichen Gräber wurden im 19. Jahrhundert zerstört.

## Lage
Grab 1 befindet sich 900 m südlich der Ortsmitte von Bornsen gut 200 m östlich der Straße nach Jübar in einem Feld. Grab 2 liegt 550 m nordöstlich der Ortsmitte von Bornsen und 1,2 km nordöstlich von Grab 1.
Das zerstörte Grab KS 92 befand sich 2 km südöstlich von Bornsen. Grab KS 93 lag in einem Waldstück an der Grenze zu Wüllmersen, südöstlich von Bornsen und südlich von Wüllmersen. Grab KS 95 lag 300 Schritt (ca. 225 m) ostnordöstlich des erhaltenen Grab 1.
In der näheren Umgebung gibt es mehrere weitere Großsteingräber. 1,8 km nordwestlich von Grab 1 befindet sich das Großsteingrab Drebenstedt, 3,2 km südöstlich liegen die Großsteingräber bei Lüdelsen.

## Forschungsgeschichte
Die Gräber wurden erstmals 1843 durch Johann Friedrich Danneil beschrieben. Auch auf einem 1859 erstellten Messtischblatt sind noch vier Gräber verzeichnet. Lediglich das im Wald gelegene Grab KS 93 fehlt hier. Eduard Krause und Otto Schoetensack stellten Anfang der 1890er Jahre bei einer erneuten Aufnahme der Großsteingräber der Altmark fest, dass nur noch zwei Gräber erhalten waren. Die restlichen Anlagen waren in der Zwischenzeit zerstört worden. Seit 1972 werden die erhaltenen Gräber durch den Verein „Junge Archäologen der Altmark“ regelmäßig gereinigt und von Bewuchs befreit. 2003–04 erfolgte eine weitere Aufnahme und Vermessung aller noch existierenden Großsteingräber der Altmark als Gemeinschaftsprojekt des Landesamts für Denkmalpflege und Archäologie Sachsen-Anhalt, des Johann-Friedrich-Danneil-Museums Salzwedel und des Vereins „Junge Archäologen der Altmark“.
Für die Gräber existieren unterschiedliche Nummerierungen. Für die erhaltenen Gräber werden im Folgenden die Fundplatznummern verwendet, für die zerstörten die Nummer, mit der Krause und Schoetensack sie versahen.
| offizielle Nr. | Danneil (1843) | Krause/ Schoetensack (1893) | Beier (1991) | Anmerkungen |
| -------------- | -------------- | --------------------------- | ------------ | ----------- |
| Fpl. 1         | D 59           | KS 94                       | 4            | erhalten    |
| Fpl. 2         | D 56           | KS 91                       | 1            | erhalten    |
| –              | D 57           | KS 92                       | 2            | zerstört    |
| –              | D 58           | KS 93                       | 3            | zerstört    |
| –              | D 60           | KS 95                       | 5            | zerstört    |

## Beschreibung

### Die erhaltenen Gräber

#### Grab 1

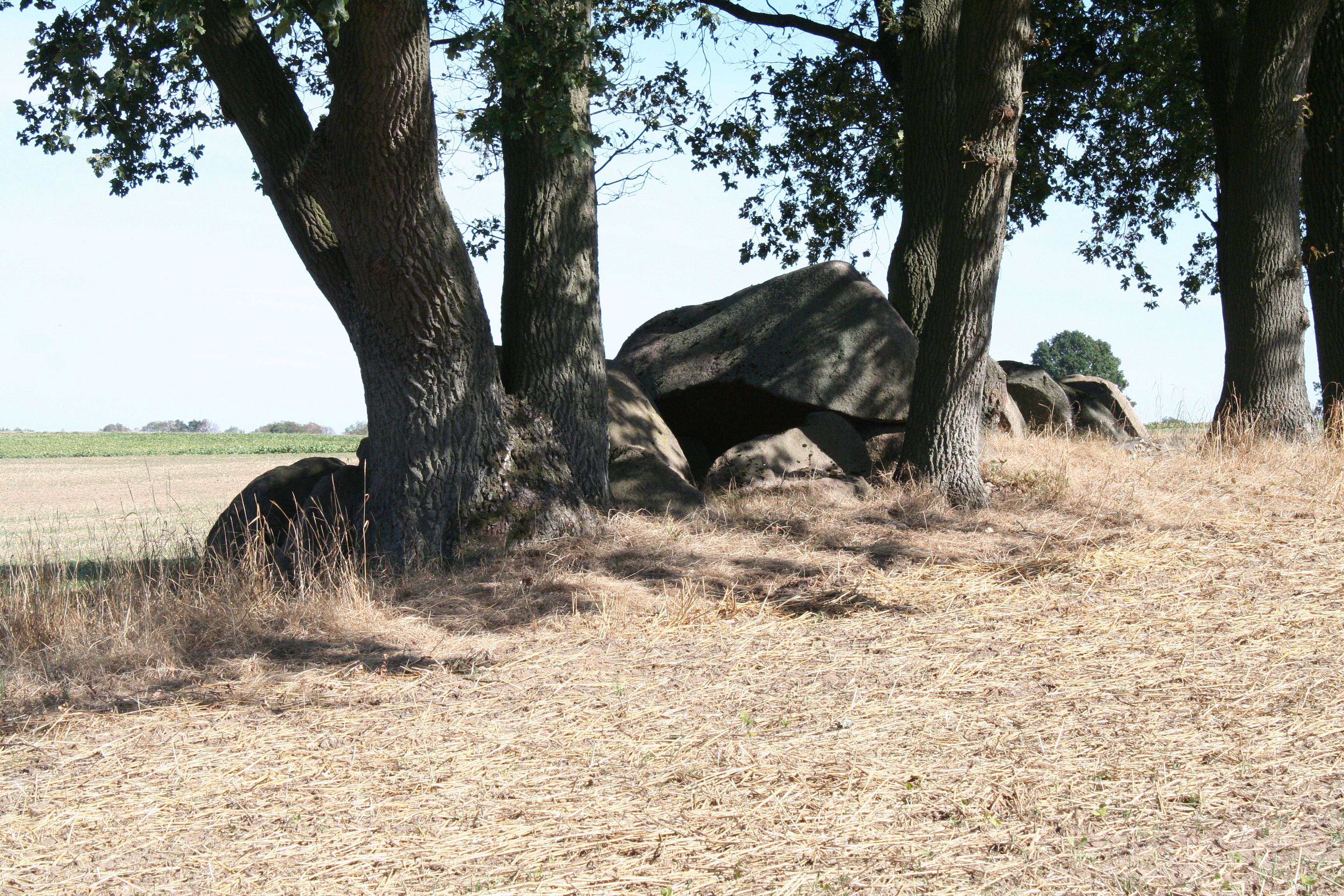
Großsteingräber bei Bornsen, Grab 1

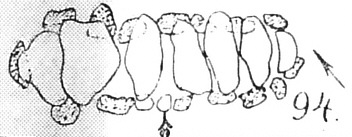
Grundriss des Grabes Bornsen 1 nach Krause/Schoetensack

Grab 1 gehört nach Hartmut Bock, Barbara Fritsch, Lothar Mittag zum Typ der Großdolmen, Hans-Jürgen Beier ordnet es hingegen als Ganggrab ein. Der Grabhügel ist länglich und erreicht eine Höhe zwischen 0,6 m und 1,5 m. Eine Grabeinfassung ist nicht mehr vorhanden, möglicherweise stellt ein einzelner Stein ihren letzten Überrest dar. Allerdings wurden durch geophysikalische Untersuchungen im Jahr 2004 Standspuren einstiger Umfassungssteine nachgewiesen. Die Grabkammer ist westsüdwest-ostnordöstlich orientiert. Sie besteht aus 17 Wandsteinen und sieben Decksteinen und ist somit noch vollständig erhalten. Die drei westlichen Decksteine sind größer als die vier östlichen. Der größte Deckstein misst 3,0 m × 1,8 m × 1,2 m, der kleinste hat eine Länge von 1,6 m. Der westlichste Deckstein weist zahlreiche Schälchen auf, der dritte Deckstein von Westen besitzt mindestens ein Schälchen und eine 10 cm lange, künstliche Ausschabung. Die Kammer ist trapezförmig, sie hat eine Länge von 10,4 m und eine Breite von 1,5–1,8 m.

#### Grab 2

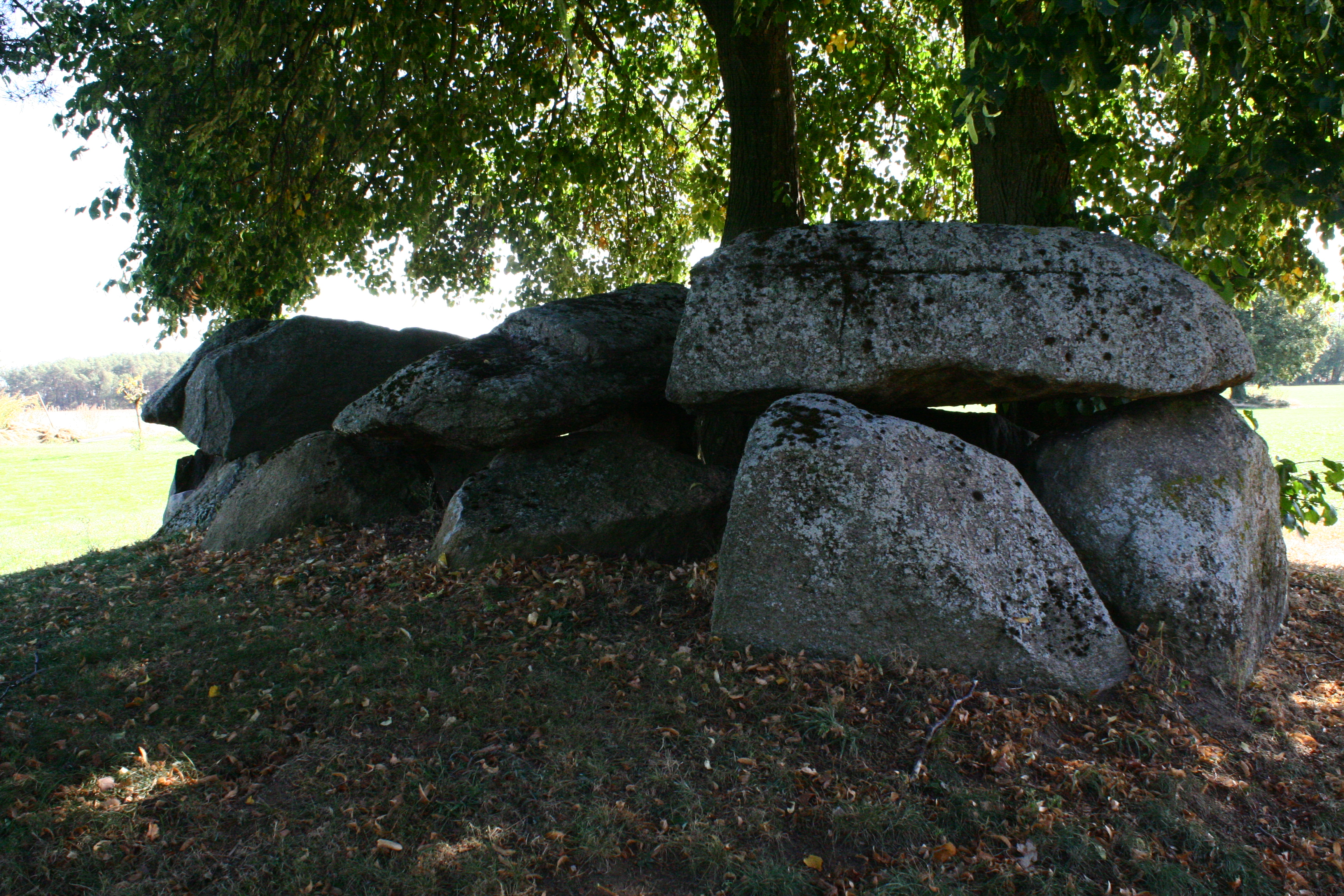
Großsteingräber bei Bornsen, Grab 2

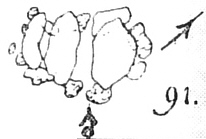
Grundriss des Grabes Bornsen 2 nach Krause/Schoetensack

Grab 2 gehört nach Hartmut Bock, Barbara Fritsch, Lothar Mittag ebenfalls zum Typ der Großdolmen, Hans-Jürgen Beier ordnet es hingegen als Großdolmen oder erweiterten Dolmen ein. Der Grabhügel ist oval. Die Grabeinfassung ist nicht erhalten, ihre einstige Existenz konnte allerdings durch geophysikalische Untersuchungen nachgewiesen werden. Die Grabkammer ist ost-westlich orientiert. Sie besteht noch aus zehn aufrecht stehenden Wandsteinen und drei Decksteinen. Ein weiterer Deckstein fehlt heute, zwei der noch vorhandenen sind in die Grabkammer eingesunken. Der größte Deckstein misst 2,1 m × 1,6 m × 0,4 m. Der westliche Deckstein weist über 30 Schälchen auf. Die Kammer ist rechteckig, sie hat eine Länge von 4,4 m und eine Breite von 1,1–1,2 m.

### Die zerstörten Gräber

#### Grab KS 92
Grab KS 92 besaß eine Grabkammer mit einer Länge von 11,3 m und einer Breite von 3,1 m. Bei Danneils Untersuchung waren noch sieben Decksteine erhalten. Zur Ausrichtung liegen keine Angaben vor. Nach Beier handelte es sich vermutlich um ein Ganggrab.

#### Grab KS 93
Grab KS 93 hatte nach Danneil eine Länge von 17,6 m und eine Breite von 5 m. Diese Angaben beziehen sich wahrscheinlich auf die Hügelschüttung. Die Grabkammer besaß fünf Decksteine. Angaben zu den Maßen der Kammer und zur Ausrichtung der Anlage liegen nicht vor. Nach Beier handelte es sich vermutlich um ein Ganggrab.

#### Grab KS 95
Grab KS 93 besaß eine Grabkammer mit einer Länge von 10,7 m und einer Breite von 2,5 m. Bei Danneils Untersuchung waren noch sieben Decksteine erhalten, von denen einer 3,3 m × 2 m × 1,2 m und ein zweiter 2,8 m × 1,8 m × 0,95 m maß. Nach Beier handelte es sich vermutlich um ein Ganggrab.